# 东史郎
东史郎（1912年4月27日—2006年1月3日），日本京都府竹野郡丹後町人。

## 生平經歷
1937年8月应征編入「中國派遣军」，為第16师团第二十聯隊士兵，曾参与了1937年12月开始的南京大屠杀，以及天津、上海、徐州、武汉、襄东等地區的战斗。
二次大戰後先後經營電影院、機床製造業等，生有四個女兒和一個兒子，長男東隆史，二女細井壽子，家庭生活水準富裕。
1987年，他把在中国期间写的日记整理为《阵中日记》、《手记》（記錄他自1940年至1944年3月所為之事）。同年12月，日本青木书店以其日记为蓝本，出版了《我们的南京步兵联队——一个召集兵体验的南京大屠杀》。由此起至2004年，东史郎先後7次到中国取证、忏悔。
但是，大部分日本右翼人士声称南京大屠杀不存在，并认为东史郎日记存在不實。日记中提到戰友西本伍長（橋本光治）在南京國民政府最高法院（今南京中山北路010號）門前將一個中國人裝入郵政袋，澆上汽油點火燃燒，然後繫上手榴彈，投入池塘將其炸死的行為，橋本光治因此对东史郎提出诉讼，1993年4月26日，东京地方法院开始一审，1996年4月26日判决东史郎败诉。1998年二审驳回东史郎的上诉。在一审之后、东史郎上诉期间，一些中国人和日本人多方奔走，查找并提供了南京大屠杀期间南京市地图等物证以证明东史郎所说的是事实。但是，东京地方法院并未审理而直接驳回上诉。
2004年12月29日和2005年6月11日和12月15日相繼傳出病危消息。他因大腸癌於2006年1月3日上午11時45分於日本京都一家醫院逝世。
南京市江東門紀念館隨即在4日下午舉行追思會；葬禮於1月6日上午十時於京都府京丹後市網野町舉行，南京市政府派代表前往。

## 相關書籍
- 《東史郎日記》
  - 簡體字版：
《东史郎日记》，東史郎著，張國仁等譯，江蘇教育出版社1999年3月初版。ISBN 7534334810
《东史郎战地日记》，東史郎著，紀廷許、王丹丹、王鍵译，世界知识出版社2000年11月初版。 ISBN 7501213437
  - 正體字版：
《戰地日記》，東史郎著，選譯。香港商務印書館2006年7月初版。ISBN 9789620717925
  - 日本語版：，東史郎著，熊本出版文化会館2001年6月出版。ISBN 4915252566
  - 英文版：，東史郎著，凤凰出版传媒集团，江苏教育出版社2006年8月初版。 ISBN 7534376556
- （中譯《我們的南京步兵联队─ 一个召集兵体验的南京大屠殺》）
  - 日本語版：東史郎著，青木書店1996年10月初版。ISBN 4250960439
- 《東史郎和他的訴訟案：一個日本侵華老兵的反省》中國人民抗日戰爭紀念館　編，北方文藝出版社2000年4月初版 ISBN 7-5317-1285-7

## 外部連結
- 東史郎簡歷（页面存档备份，存于），新華網。
- 原侵华日军老兵东史郎病逝（页面存档备份，存于），新浪網新聞中心。